# Antenor Nydqvist

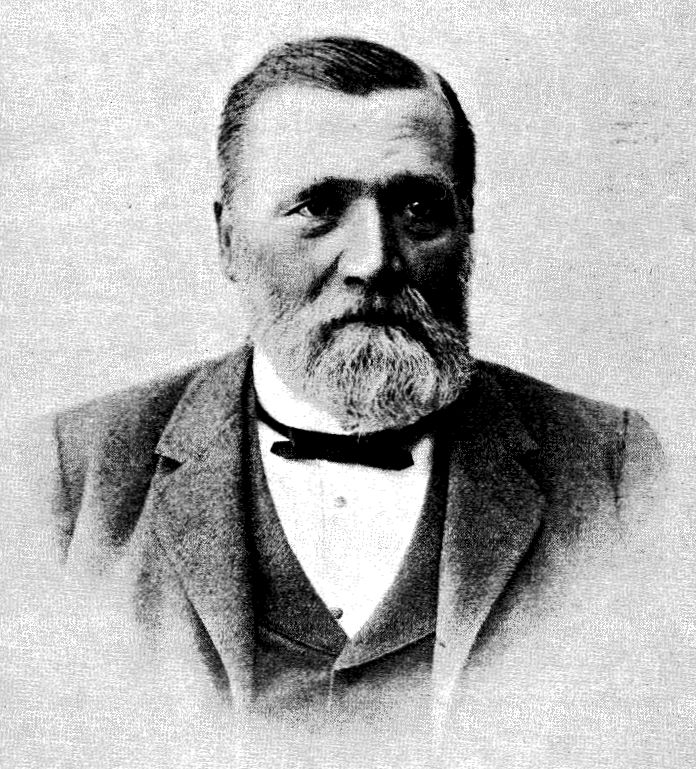
Johan Henrik Antenor Nydqvist 1902.

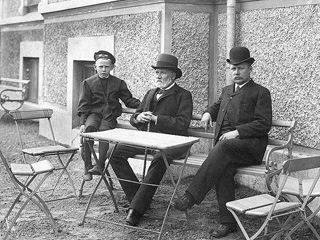
Antenor Nydqvist tillsammans med sonen Herman Nydqvist (1862-1922) och sonsonen Antenor Karl Herman (5/8 1893 - 25/10 1973).

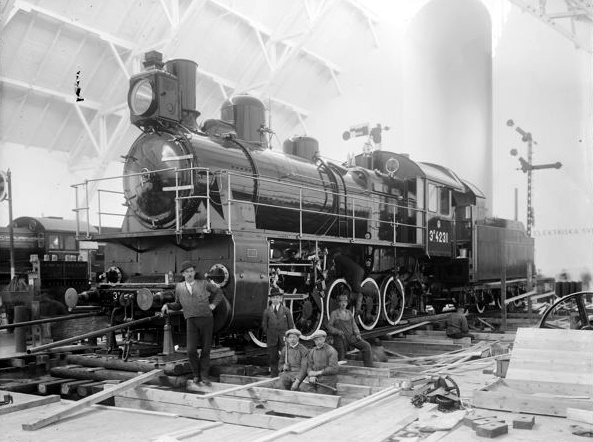
Jubileumsutställningen i Göteborg 1923. Firmautställning: Nydqvist & Holm AB, Trollhättan.

Johan Henrik Antenor Nydqvist, född 31 januari 1817 i Botkyrka i Stockholms län, död 24 maj 1914 i Trollhättan, var en av grundarna till verkstads- och lokomotivföretaget Nohab i Trollhättan. Han var far till Herman Nydqvist.

## Biografi
Antenor Nydqvist var son till distriktsläkaren Herman Nydqvist och Elisabet Christina Nordqvist. Nydqvist gifte sig 1858 med Johanna Eleonora Peterson. 
Antenor och hans bror, Anders Herman, var läkarsöner, men blev föräldralösa i unga år, men trots det fick de utbildning vid Teknologiska institutet (nuvarande KTH). Efter skolgången i Stockholm utexaminerades Nydqvist vid 16 års ålder från Teknologiska institutet.
I Mölndal kom de i kontakt med fabriksmästaren Carl Olof Holm vid det spinneri där de fick arbeta. Bröderna gav sig till fots ut i Europa, bland annat till Tyskland, för att lära sig ingenjörskonsten. Anders Herman dog under resan men trots det så fortsatte Antenor till Schweiz, Österrike och Frankrike, där han lärde sig hur vattenturbiner och lokomotiv byggdes. 

## Grundade Trollhättans Mekaniska Verkstad 1847

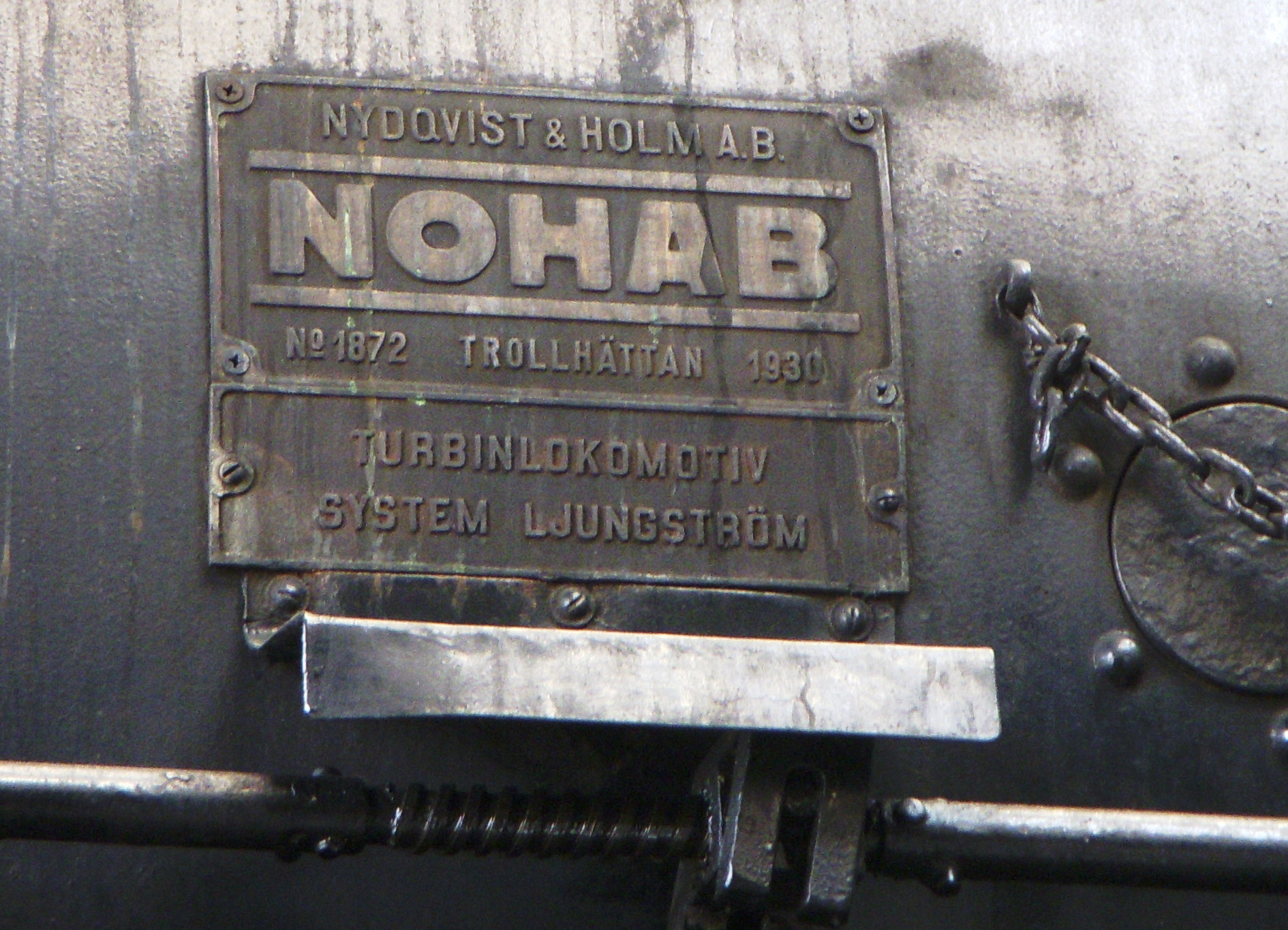
Nydqvist & Holm AB, "NOHAB" typskylt på turbinlok i Lokmuseet, Grängesberg.

När han kommit hem till Sverige igen blev han verkmästare på Brevens bruk i Närke. Han tog också upp kontakten med sin studiekamrat Johan Magnus Lidström och fabriksmästaren C.O. Holm vid spinneriet i Mölndal. 1847 började de bygget av Trollhättans Mekaniska Verkstad med ekonomisk hjälp av Nils Ericson. Som en av delägarna grundade han den mekaniska verkstaden. Till att börja med gjorde de strömsnurror (vattenturbiner) och andra saker för industrin. Nohab heter egentligen Nydqvist & Holm AB, från 1974 heter företaget AB Bofors-Nohab. Det var ett verkstadsföretag i Trollhättan som grundades 1847 under namnet Trollhättans Mekaniska Verkstad av Antenor Nydqvist, Johan Magnus Lidström och Carl Olof Holm. Vid Nohab tillverkades ursprungligen lantbruksmaskiner och vattenturbiner. Senare tillkom lokomotiv, dieselmotorer, tryckpressar med mera. Senare började de även tillverka så kallade lokomobiler (ångmaskiner på hjul). Då järnvägsbyggaren Claes Adelsköld fick syn på en av Nydqvist & Holms lokomobiler uppmuntrade han dem att börja med loktillverkning.

## Företaget ombildades till Nydqvist & Holm AB 1871
Företaget ombildades 1871 till Nydqvist & Holm AB, där Nydqvist blev ensam ägare fram till 1896. Som ovan nämnts tillverkade företaget från början olika slags större maskiner för industriellt bruk och blev senare specialist på lokomotiv. Nyqvist kallades på sin tid för "lokomotivkungen".

## Nydqvist upplät tomt i Görväln i Järfälla för nytt skolhus 1896

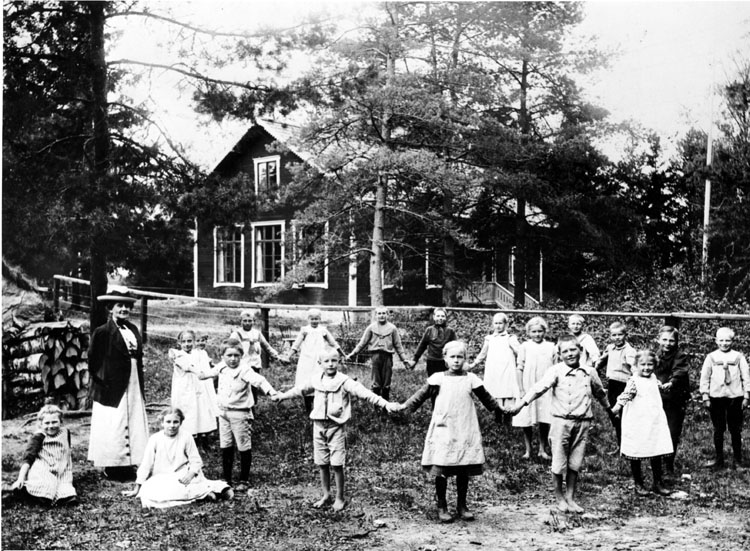
Görvälns skola i Järfälla, 1915.

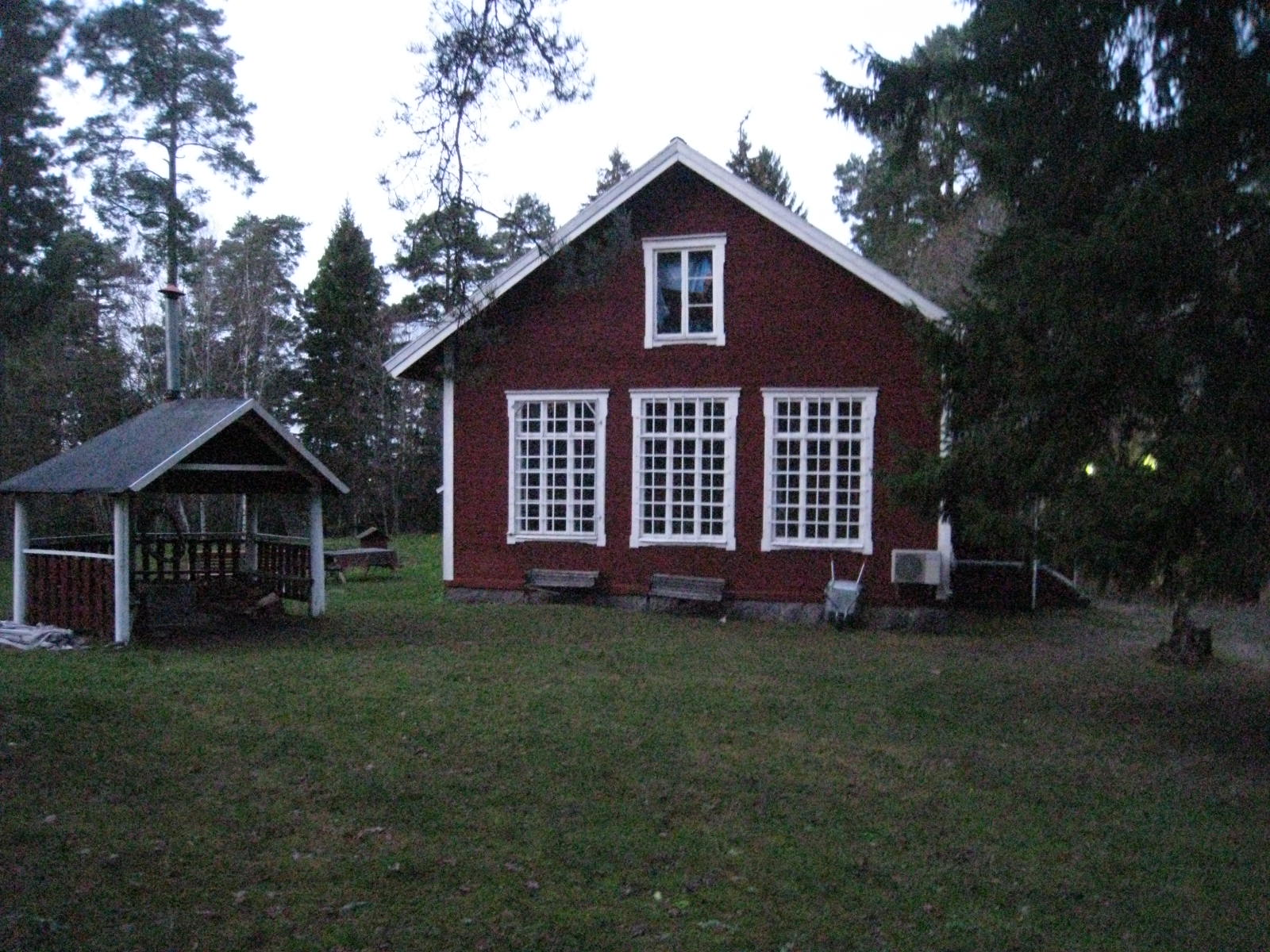
Görvälns skola, som var i bruk åren 1896-1939, ligger ännu kvar på Snutenvägen 11 i den så kallade Oxhagen.

År 1889, då Antenor Nydqvist var 72 år, köpte han Görvälns gård i Järfälla socken. Tidvis var han bosatt där med sin familj fram till år 1900. Han hade då förmodligen planer på att dra sig tillbaka från industrilivet i Trollhättan och överlåta ledningen till sonen, Herman Nydqvist. Han flyttade dock aldrig från Trollhättan, eftersom han ändå blev kvar i verksamheten där. Fastän han var kvar i Trollhättan behöll han Görväln ända fram till år 1900. Han sålde då Görväln till dr Mauritz Salin.
Ingenjör Nydqvist var ägare till Görväln åren 1889-1900. Han meddelade i början av 1896 att han inte längre ville upplåta lokal för skola i Värdshuset. Vid Görvälns slott fanns en skola i Värdshuset, i den gamla Görvälns krog, Villa Solbacka, som från år 1650 hade varit en sjökrog. Han ville inte ha kvar skolan där. Då lovade han att istället upplåta en tomt för ett  nytt skolhus och skänka allt erforderligt grövre virke.
Det var på en kyrkostämma i Järfälla socken i den 23 april 1896 som man beslutade att redan under sommaren låta bygga ett nytt skolhus. I den så kallade Oxhagen utlovade ingenjör Antenor Nydqvist fri byggnadsplats. Han skänkte marken i Oxhagen strax sydost om Görvälns herrgårdsanläggning för ändamålet. Nydqvist bidrog med erforderligt byggnadsmaterial såsom timmer, bjälkar och takstolar fritt levererat till platsen för skolans byggande. "Skolhuset ska bli 50 fot långt, 30 fot brett och 14 fot högt, under tak av tegel, och inrymma en skolsal för 42 barn, ett rum och kök för lärarinnan, avklädningsrum och förstuga. Huset skall uppföras av liggande timmer på minst fem fots stenmur. En del inredningsarbeten, som till exempel brädbeklädnad av väggarna invändigt, skola dock göras först sommaren 1897."
Det nya skolhuset, Görvälns skola, blev färdigt 1896. Skolhuset invigdes den 25 oktober 1896. Nydvist skänkte skoltomten till Järfälla kommun då han senare sålde Görväln. Skolverksamheten vid Görvälns skola pågick till 1939.
Antenor Nordqvist avled 24 maj 1914.